# Kapselmelanose
Als Kapselmelanose bezeichnet man die Pigmentierung der Bindegewebskapsel der Nebenniere. Sie kommt bei 5–15 % der Rinder, Schafe und Pferde vor und hat keinen Krankheitswert. Die Pigmentierung ist Folge der Chromatophoren in der Nebennierenkapsel, welche Melaningranula enthalten.